# Movimiento Democrático de las Fuerzas del Cambio-Partido Liberal
El Movimiento Democrático de las Fuerzas del Cambio-Partido Liberal (en portugués: Movimento Democrático das Forças da Mudança-Partido Liberal) abreviado como MDFM-PL, es un partido político de Santo Tomé y Príncipe. Fue fundado el 29 de julio de 2001 por Fradique de Menezes, que hasta entonces había formado parte del partido Acción Democrática Independiente.
Tomé Vera Cruz se convirtió en el líder del partido. En las elecciones parlamentarias de 2002 y elecciones parlamentarias de 2006, el partido formó una coalición electoral con el Partido Convergencia Democrática-Grupo de Reflexión, la coalición obtuvo respectivamente el 39.37% y el 36.79% de los votos, ganando 23 de los 55 escaños. Veracruz ejerció entonces como primer ministro entre 2006 y 2008 y también De Menezes fue reelegido con el 60% de los votos como Presidente de la República en 2006.
En 2010, sin embargo, el partido sufrió una fuerte debacle, conservando tan solo un escaño en la Asamblea Nacional. En 2011, al no poder presentar a De Menezes como candidato, perdió también la presidencia. En 2014 no pudo conservar dicho escaño y se quedó sin representación parlamentaria.